# تومواکی ماتسوکاوا
تومواکی ماتسوکاوا (انگلیسی: Tomoaki Matsukawa؛ زادهٔ ۱۸ آوریل ۱۹۷۳) بازیکن فوتبال اهل ژاپن است.
از باشگاه‌هایی که در آن بازی کرده‌است می‌توان به باشگاه فوتبال کونسادول ساپورو اشاره کرد.